# Brahmenau
Brahmenau ist eine Gemeinde im thüringischen Landkreis Greiz.

## Geographie

### Nachbargemeinden
Angrenzende Gemeinden sind Bethenhausen, Großenstein, Hirschfeld und Schwaara im Landkreis Greiz sowie die 1994 nach Gera eingemeindeten Gemeinden Cretzschwitz, Dorna und Söllmnitz.

### Gemeindegliederung
Die Gemeinde gliedert sich in die Ortsteile Brahmenau, Wüstenhain und Zschippach auf.
Brahmenau wiederum wurde 1937 per Umbenennung aus den im 20. Jahrhundert zusammengeschlossenen, früher eigenständigen Gemeinden Culm, Waaswitz und Groitschen gebildet.

## Geschichte

### Allgemeines
Am 1. Oktober 1922 wurde Waaswitz nach Culm eingegliedert, am 1. Oktober 1937 folgte Groitschen. Die Gemeinde Culm wurde schließlich am 13. November 1937 in Brahmenau umbenannt, abgeleitet vom Namen des Flüsschens Brahme, eines durch den Ort fließenden kleinen Nebenflusses der Weißen Elster. Die Umbenennung erfolgte im Zuge einer „nationalen Ortsnamensänderung“ und hatte ideologische Gründe, da die Nationalsozialisten einem 1936 gefassten Beschluss folgend fremd erscheinende Ortsnamen deutschlandweit zu germanisieren versuchten. Nach dem Zweiten Weltkrieg wurde der neue Name beibehalten, dazu noch der heutige Ortsteil Wüstenhain eingemeindet. Am 1. Juli 1950 wurde auch die bis dahin eigenständige Gemeinde Zschippach eingegliedert. Die ersten urkundlichen Erwähnungen heute zu Brahmenau gehörender Ortschaften stammen aus dem 12. Jahrhundert und gehen auf noch ältere sorbische Siedlungsnamen zurück.
Nach der politischen Wende 1990 setzte eine rege Bautätigkeit ein, was sich an der Einwohnerzahl erkennen lässt, die sich zwischen 1994 und 1999 nahezu verdoppelte.

### Einwohnerentwicklung

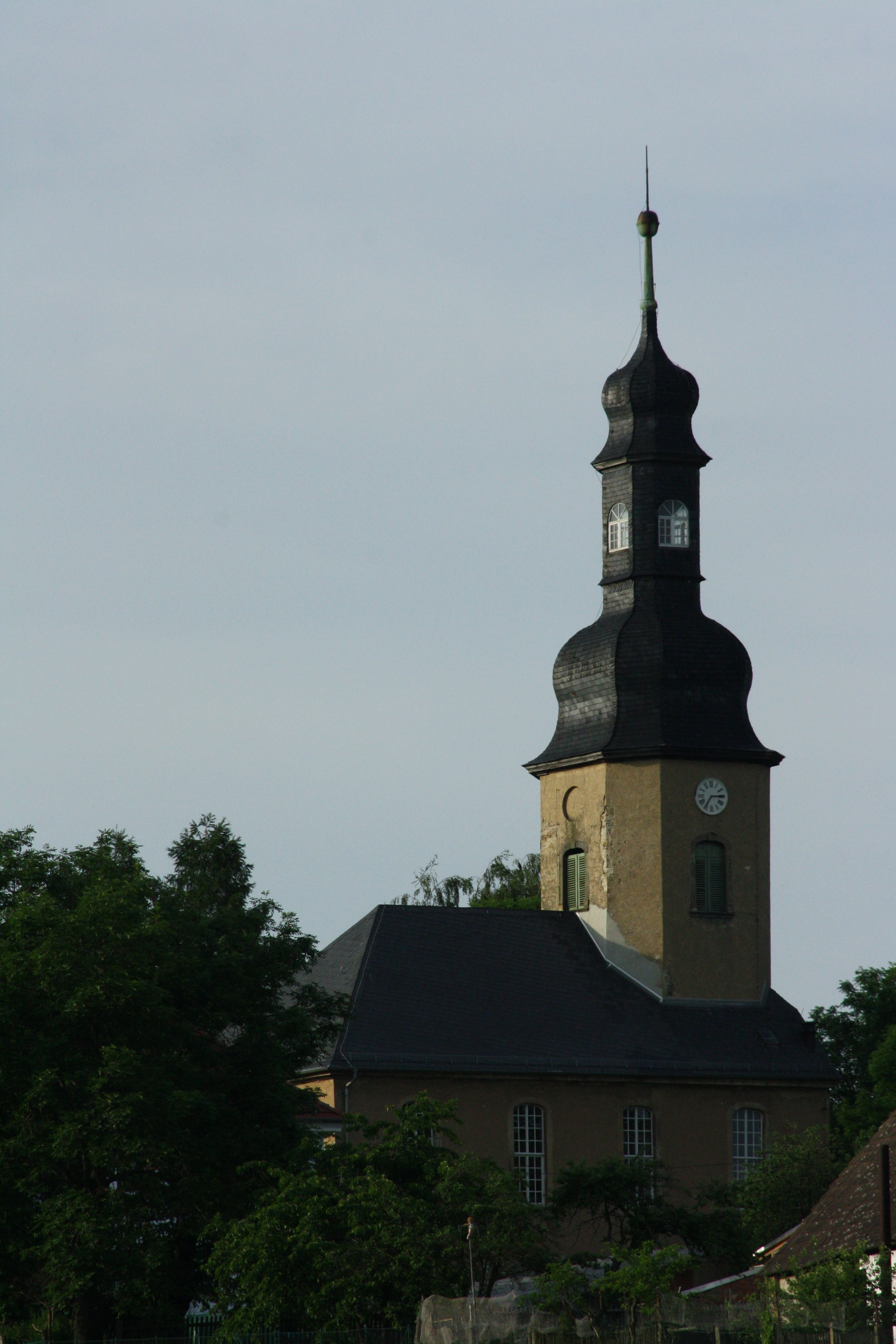
Kirche in Groitschen

Entwicklung der Einwohnerzahl (31. Dezember):
| - 1994: 0599 - 1995: 0778 - 1996: 0938 - 1997: 1057 - 1998: 1086 - 1999: 1121 | - 2000: 1101 - 2001: 1114 - 2002: 1129 - 2003: 1099 - 2004: 1102 - 2005: 1088 | - 2006: 1050 - 2007: 1044 - 2008: 1018 - 2009: 1004 - 2010: 1008 - 2011: 0983 | - 2012: 980 - 2013: 966 - 2014: 972 - 2015: 962 - 2016: 961 - 2017: 945 | - 2018: 936 - 2019: 917 - 2020: 900 - 2021: 902 - 2022: 897 - 2023: 901 |

Datenquelle: Thüringer Landesamt für Statistik

### Kirche
- Dorfkirche Brahmenau

## Politik

### Bürgermeister
Bürgermeister ist seit 2004 Bernd Blume (FWG). Er wurde am 6. Juni 2010 bei einer Wahlbeteiligung von 69,5 % mit einer Mehrheit von 70,7 % im Amt bestätigt. Vorherige Bürgermeisterin war von 1999 bis 2004 Heidrun Reinhardt (FWG/SPD). Deren Vorgänger war Roland Meinecke (SPD).

### Gemeinderat
Seit der Kommunalwahl am 25. Mai 2014 setzt sich der Gemeinderat wie folgt zusammen:
- Freie Wählergemeinschaft Brahmenau: 3 Sitze (39,3 %)
- Wählergemeinschaft Brahmenau: 1 Sitz (13,2 %)
- Unabhängige Wählerinitiative: 1 Sitz (14,0 %)
- Bürgervereinigung Ja zu Brahmenau: 3 Sitze (33,4 %)

Die Wahlbeteiligung lag bei 67,2 % (+0,9 &p).

### Wappen
Blasonierung: „Wellenförmig geteilt von Gold über Rot; oben fünf schwarze Stäbe und unten ein schwebendes halbes goldenes Mühlrad.“

### Flagge
Die Flagge der Gemeinde ist gelb-rot gespalten und trägt das Gemeindewappen.

## Wirtschaft und Infrastruktur

### Verkehr
Zschippach und Culm besaßen von 1901 bis 1969 einen Anschluss an die Gera-Meuselwitz-Wuitzer Eisenbahn. Ferner führt durch Brahmenau die Landesstraße 1079 von Bethenhausen nach Gera.
Den ÖPNV sichert hauptsächlich die RVG Regionalverkehr Gera/Land. Mit der Linie 208 ist Brahmenau von Montag bis Sonntag im Zweistundentakt an Gera angebunden. Weiterhin verbindet der Omnibusbetrieb „Herzum Tours“ den Ort unregelmäßig mit Ronneburg.

### Wasserver- und Abwasserentsorgung
Die Gemeinde Brahmenau ist Mitglied im Zweckverband Wasser / Abwasser Mittleres Elstertal. Dieser übernimmt für die Gemeinde die Trinkwasserversorgung und Abwasserentsorgung.

## Personen
- Max Benkwitz (* 1889 in Groitschen; † 1974 in Zeitz), deutscher Politiker (SPD; USPD; KPD; SED)